# Morro da Arara
O Morro da Arara é uma elevação rochosa localizada na cidade brasileira de Nova Redenção, na Chapada Diamantina, região central do estado da Bahia.
Fica situado às margens do rio Paraguaçu que, ali, possui um balneário bastante visitado por moradores e turistas, sendo um dos atrativos da cidade como o Poço Azul.